# Kazimierz Najmałowski
Kazimierz Najmałowski (ur. 29 sierpnia 1902, zm. 9 lipca 1978) – były członek i działacz kilku wspólnot protestanckich w Polsce. W latach 1975–1978 był wiceprezesem Zjednoczonego Kościoła Ewangelicznego. Był tajnym współpracownikiem Urzędu Bezpieczeństwa i donosił na protestanckich duchownych, publikował artykuły w miesięczniku „Chrześcijanin”.

## Życiorys
Urodził się 29 sierpnia 1902 roku w Słonimie. Jego ojciec zmarł jeszcze w tym samym roku, matka w 1917 roku, a dwaj jego bracia zginęli podczas wojny. W 1926 roku został baptystą. Cztery lata później rozpoczął naukę w seminarium baptystycznym w Łodzi, które ukończył w 1933 roku. Objął pracę w baptystycznym zborze w Łyskowie, a 15 maja 1938 roku został ordynowany na pastora tego zboru. Podczas II wojny światowej mieszkał w Lidzie, gdzie był pastorem. 
W roku 1945 został pastorem zboru baptystycznego w Łodzi. Jednocześnie był także prezbiterem okręgowym. 1 listopada 1948 roku został zdjęty ze stanowiska pastora, ponieważ jego działalność uznano za sprzeczną z zasadami Kościoła baptystów. Była to decyzja zboru i została zaaprobowana przez Radę Naczelną Kościoła. Najmałowski nie podporządkował się tej decyzji, szukał innego rozwiązania. Zjednał sobie część zborowników i wraz z nimi utworzył oddzielną grupę wyznawców. On sam tłumaczył, że do wewnętrznych podziałów w zborze doszło pod wpływem modernistycznej teologii.

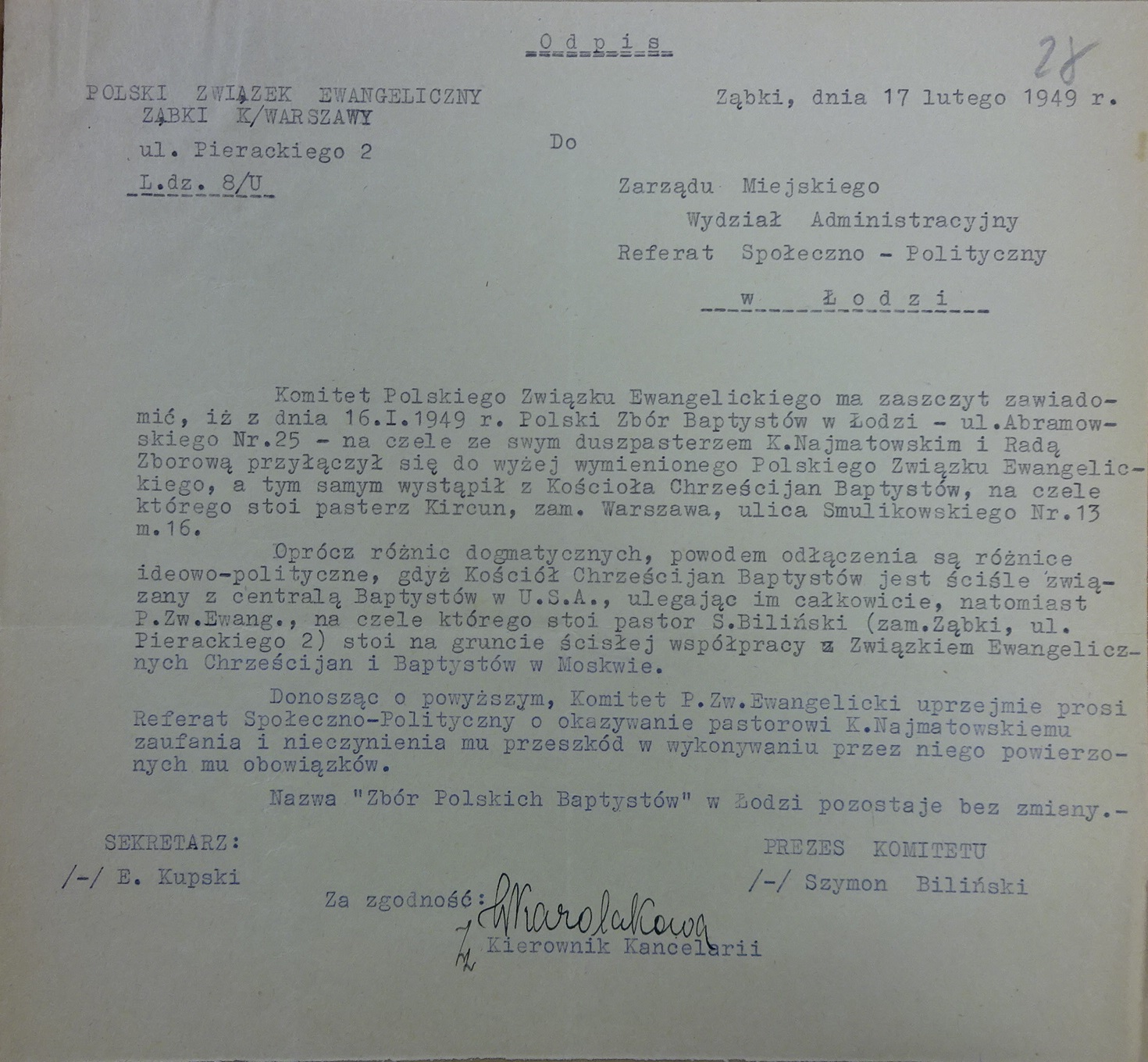
Pismo Polskiego Związku Ewangelicznego do Zarządu Miejskiego w Łodzi z dnia 17 lutego 1949

W 1949 roku wespół z Szymonem Bilińskim i Eugeniuszem Kupskim próbował utworzyć Polski Związek Ewangeliczny. Wszyscy trzej pracowali dla UB. Kościół miał się tym wyróżniać spośród innych tym, że został stworzony na wzór „radziecki”. W 1950 roku przeszedł wraz ze swoim zborem do Kościoła Metodystów, a osiem lat później przyłączył się do Zjednoczonego Kościoła Ewangelicznego (wraz ze zborem). 
W 1959 roku został wybrany do Rady Naczelnej Kościoła i pozostał jej członkiem do roku 1978. Na VII synodzie ZKE w 1971 roku został wybrany do Komisji Kontrolującej, a na synodzie roku 1975 został wiceprezesem Kościoła. Reprezentował ugrupowanie ewangelicznych chrześcijan.
W 1933 roku ożenił się z Zofią z domu Jeremiejczyk, przy ślubie usługiwał Aleksander Kircun. Miał z nią czwórkę dzieci, jedno z nich zmarło podczas wojny. Wojnę przeżyła trójka: Nelly, Angelina i Kazimierz. Zofia zmarła w 1952 roku, w 1959 roku ożenił się z Edytą z domu Sznydel. Przy ślubie usługiwał Stanisław Krakiewicz.
Zginął w wypadku samochodowym 9 lipca 1978 roku.

## Współpraca z organami bezpieczeństwa PRL

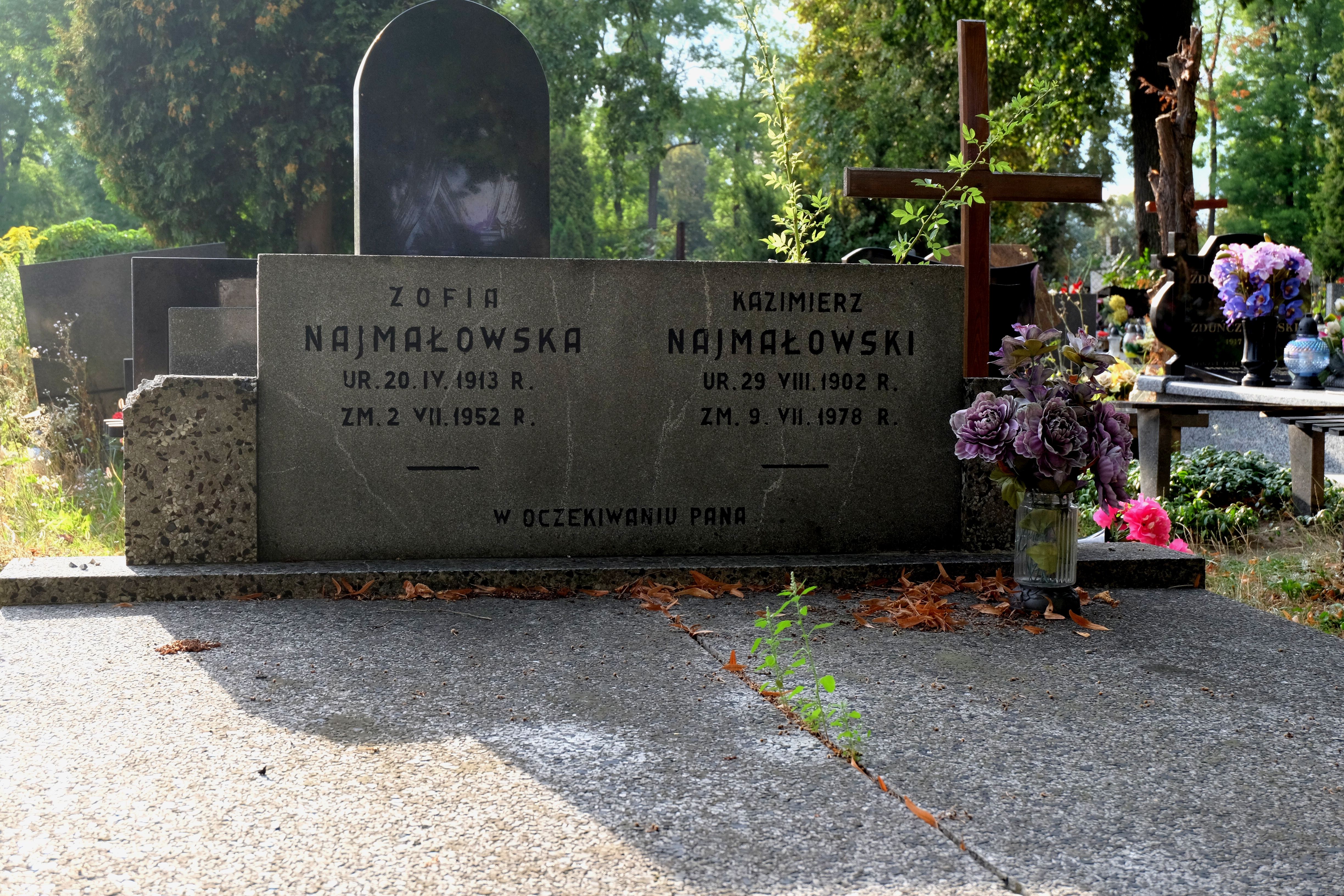
Grób Kazimierza Najmałowskiego w części baptystycznej cmentarza Doły w Łodzi

Najmałowski był tajnym współpracownikiem organów Bezpieczeństwa Publicznego. Zwerbowany został 10 października 1949 roku, na drodze szantażu; otrzymał pseudonim „Posłaniec”. Donosił głównie na działaczy baptystycznych, na Aleksandra Kircuna, Stanisława Torunia, Stefana Andresa i Abrahama Gutkinda. Robił to prawdopodobnie w ramach zemsty osobistej. Donosił także na Ludwika Szenderowskiego ze Zjednoczonego Kościoła Ewangelicznego. Zarzucał im, że prowadzą działalność antysocjalistyczną, jednak pomimo próśb oficera prowadzącego nie przedstawił na to dowodów . Ryszard Michalak obarczył „Posłańca” współodpowiedzialnością, obok innych informatorów UB, za doprowadzenie do aresztowania ewangelikalnych duchownych w 1950 roku. Jednak Henryk Ryszard Tomaszewski ocenił, że jego doniesienia nie przedstawiały żadnej wartości, dostarczane przezeń informacje można było przeczytać w prasie kościelnej, ponadto część jego doniesień mijała się z prawdą.
Współpraca z organami BP nie trwała długo. Najmałowski unikał kontaktów z władzami wyznaniowymi i nie cieszył się ich zaufaniem. Według notatki z roku 1968 sporządzonej przez pracownika Wydziału ds. Wyznań w Łodzi był nielojalny, nie akceptował „naszej rzeczywistości”, unikał kontaktów z Wydziałem ds. Wyznań, „co graniczy już z niewypełnianiem obowiązków wynikających z przepisów o stowarzyszeniach”.

## Poglądy
W artykule opublikowanym w „Chrześcijaninie” w 1961 roku przekonywał, że chrześcijanin „nie kłamie, nie obmawia, nie oczernia, nie posądza”, a osoby, które zmyślają i przekazują plotki, zasmucają Ducha Świętego. Napisał:
Nie posądzajmy nikogo, i nie przekazujmy plotki, fałszywej lub zmyślonej wieści, nie sprawdziwszy wszystkiego dokładnie. Oczernić łatwo, ale wybielić już się nie da. Obrabować z cnoty i honoru nie trudno, ale przywrócić honor i dobre imię jakże ciężko. Pamiętajmy co mówimy, co czynimy, i po czyjej stronie jesteśmy: Chrystusa czy szatana? 

## Oceny
W czasach, gdy był członkiem Naczelnej Rady ZKE, zarzucano mu, że reprezentuje ewangelicznych chrześcijan, a nie jest „rdzennym” reprezentantem tego ugrupowania.
Konstanty Kryszczuk ocenił go pośmiertnie: „W mojej pamięci pozostanie jako wierny i niestrudzony Sługa Jezusa Chrystusa, znający bardzo dobrze Pismo Święte. Dlatego my, pracownicy młodszego pokolenia, bardzo często korzystaliśmy z Jego wskazówek i pouczeń, jako starszego doświadczanego pracownika na Niwie Pańskiej”.

## Publikacje
- Mężobójcy wśród ludu Bożego. „Chrześcijanin”. Nr 1, s. 4–6, 1961.
- „Pan patrzy na serce...”. „Chrześcijanin”. Nr 7-8, s. 5–7, 1963.
- Prawda i kłamstwo. „Chrześcijanin”. Nr 3, s. 4–5, 1964.
- Nieznany. „Chrześcijanin”. Nr 6, s. 2–3, 1964.
- Szkoła cierpliwości. „Chrześcijanin”. Nr 7–8, s. 2–3, 1964.

## Odznaczenia
W 1974 roku Rada Narodowa miasta Łodzi odznaczyła go Honorową Odznaką Miasta Łodzi.